# Jemo
Jemo è un atollo dell'Oceano Pacifico.  Appartenente alle isole Ratak è amministrativamente una municipalità delle Isole Marshall anche se disabitato. Ha una superficie di 0,16 km²